# Фіш-Лейк (Індіана)
Фіш-Лейк (англ. Fish Lake) — переписна місцевість (CDP) в США, в окрузі Лапорт штату Індіана. Населення — 1052 особи (2020).

## Географія
Фіш-Лейк розташований за координатами 41°33′32″ пн. ш. 86°32′45″ зх. д. / 41.55889° пн. ш. 86.54583° зх. д. (41.558946, -86.545839).  За даними Бюро перепису населення США в 2010 році переписна місцевість мала площу 4,88 км², з яких 3,99 км² — суходіл та 0,89 км² — водойми.

## Демографія
Згідно з переписом 2010 року, у переписній місцевості мешкало 1016 осіб у 436 домогосподарствах у складі 296 родин. Густота населення становила 208 осіб/км².  Було 659 помешкань (135/км²).
Расовий склад населення:
| - 97,6 % — білих - 0,5 % — чорних або афроамериканців - 0,2 % — корінних американців - 0,1 % — азіатів |

До двох чи більше рас належало 1,3 %. Частка іспаномовних становила 2,4 % від усіх жителів.
За віковим діапазоном населення розподілялося таким чином: 20,1 % — особи молодші 18 років, 59,5 % — особи у віці 18—64 років, 20,4 % — особи у віці 65 років та старші. Медіана віку мешканця становила 46,1 року. На 100 осіб жіночої статі у переписній місцевості припадало 97,7 чоловіків;  на 100 жінок у віці від 18 років та старших — 100,5 чоловіків також старших 18 років.
Середній дохід на одне домашнє господарство  становив 58 878 доларів США (медіана — 50 313), а середній дохід на одну сім'ю — 71 115 доларів (медіана — 80 404). 
Цивільне працевлаштоване населення становило 466 осіб. Основні галузі зайнятості: виробництво — 30,7 %, транспорт — 19,7 %, освіта, охорона здоров'я та соціальна допомога — 17,4 %.